# Радичини-Кольонія
Радичини-Кольонія (пол. Radyczyny-Kolonia) — село в Польщі, у гміні Пшикона Турецького повіту Великопольського воєводства.
У 1975-1998 роках село належало до Конінського воєводства.